# Ready MADONNA
「Ready MADONNA」（レディ・マドンナ）は、堀江美都子の3枚目のオリジナル・アルバム（LP盤）。1983年6月21日に日本コロムビアより発売されている。1990年7月21日に初CD化された（COCC-6510）。
本作は新機軸としてロック曲風路線を展開した作品。堀江自身ヒストリーを語るうえで欠かせないアルバム作品。第6曲「茅ヶ崎メモリー」（堀江のシングルヒット曲）はLady oh!の「茅ヶ崎サンライズ」と新田一郎の「サンライズ・サンセット」との競作。アルバムのタイトルはLady（レディ）とReadyを掛け合わせている。

## 収録曲
1. No More Good-bye [4:08]
作詞：宮下康仁、作曲：吉田美智子、編曲：新田一郎
2. 私の彼はヘビースモーカー [3:51]
作詞：原由子、作曲・編曲：新田一郎
3. 波色シャンプー [4:17]
作詞：宮下康仁、作曲：吉田美智子、編曲：新田一郎
4. Morning Mirror [4:12]
作詞：岡田冨美子、作曲：井上大輔、編曲：新田一郎
5. さよならMy Love [4:00]
作詞：竜真知子、作曲：青木美恵子、編曲：新田一郎
6. 茅ヶ崎メモリー [3:47]
作詞：宮下康仁、作曲・編曲：新田一郎
7. 今夜はミステリー [5:04]
作詞：佐久間晃、作曲・編曲：新田一郎
8. サタデーナイト 〜二人だけの夜〜 [4:28]
作詞：あさみあきお、作曲：斉藤誠、編曲：新田一郎
9. Sexy Rain [4:29]
作詞：岡田冨美子、作曲・編曲：新田一郎
10. 風の予言 [4:00]
作詞：惣領智子、作曲：惣領泰則、編曲：新田一郎